# Континуум екологічний
Континуум екологічний (від лат. continuum - безперервне), безперервний ряд місцеперебувань біоценозів, що поступово (в порівнянні з різкими переходами, наприклад, від суші до води) змінюються на обширних географічних районах, екологічні умови яких варіюють в разі переходу від холоду до тепла, від посушливості до вологості, від різко вираженої сезонності клімату до його поміркованості та ін. Поняття про континуум може використовуватися при вивченні меж екосистем, екологічних рядів, розподілу особин усередині біоценозів.
Концепція континууму була сформульована на початку XX ст. незалежно двома вченими - росіянином Л.Г. Раменським і американцем Г. Глісоном (H. Gleason). У другій половині XX ст. найбільший внесок у її розвиток внесли Р. Віттекер (R. Whittaker), Дж. Кертіс (J. Curtis), Р. Макінтош (R. McIntosh) і М. Остін (M. Austin).
Розрізняють континуум двох типів: екоклін і екотон. Екоклін - це абсолютний континуум, усередині якого на градієнті не виділяються зони швидких і повільних змін видового складу ценозів. Цей тип континууму спостерігається в тих випадках, коли зміна складу угруповань відбувається без зміни життєвої форми рослин, тобто у межах одного типу рослинності - лучний, степовий або лісовий.
Екотон - це тип континууму, при якому на градієнті формуються два більш-менш однорідних угруповання, пов'язаних зоною швидкого і видимого на око переходу. При цьому за рахунок накладення видових комбінацій видів угруповань, що контактують, можливий екотон-ефект, тобто підвищення видового багатства. Типовий приклад екотону - рослинність узлісся, тобто зона контакту лісу і злаковників (луки або степу).
Рослинний континуум - властивість рослинності існувати у вигляді безперервного покриву. Він проявляється в поступовому переході рослинних угруповань одне в одне при поступовій зміні умов зовнішнього середовища. Уявлення про континуальну організацію рослинного покриву прийшло на зміну уявленням про його дискретність в середині XX століття. Питання про те, дискретний рослинний покрив або контінуальний було центральним в історії геоботаніки, так як кожна з концепцій припускала особливі підходи до вивчення фітоценозів, їх класифікації і практичного використання.
Види рослинного континууму:
- Просторовий континуум - поступова зміна складу і властивостей рослинного покриву в просторі.
  - Горизонтальний континуум - плавний перехід одних угруповань в інші при зміні умов середовища.
  - Вертикальний континуум - поступовий перехід одних ярусів фітоценозу в інші.
- Часовий континуум - поступова зміна складу і властивостей рослинного покриву в часі (при сезонних і багаторічних коливаннях, сукцесії і еволюції рослинності).
- Синтаксономічний континуум - відображає наявність перехідних (ценозів) угруповань між їх типами (синтаксонами).

Безперервність рослинного покриву є універсальним явищем, хоча ступінь безперервності може бути самою різною. Вона зростає в біоценозах з наявністю кількох сильних едифікаторів (наприклад, ліси помірного поясу) і зменшується в угрупованнях з безліччю слабких едифікаторів (наприклад, луки, рудеральна рослинність, степів).
Сучасне уявлення про фітоценози як умовне, реально не існуюче утворення, виникло на основі індивідуалістичної гіпотези, розробленої російським ученим Л.Г. Раменським і американським Г. Глізоном. Суть цієї гіпотези полягає в тому, що кожен вид специфічний за своїми відносинам до зовнішнього середовища і має екологічну амплітуду, не збігається повністю з амплітудами інших видів (тобто кожен вид розподілений «індивідуалістично»). Кожне угруповання утворюють види, екологічні амплітуди яких перекриваються в даних умовах середовища. При зміні будь-якого фактора чи групи факторів поступово зменшують кількість і зникають одні види, з'являються і збільшують кількість інші види, і таким чином здійснюється перехід від одного типу рослинних угруповань до іншого. Внаслідок специфічності (індивідуальності) екологічних амплітуд видів ці зміни відбуваються не синхронно, і при поступовій зміні середовища рослинність змінюється також поступово. Таким чином, рослинні угруповання не утворюють чітко відокремлених одиниць, а зв'язуються перехідними фітоценозами в безперервно варіюючу систему.